# Spinulum canadense
Spinulum canadense là một loài thực vật có mạch trong Họ Thạch tùng. Loài này được (Nessel) A. Haines mô tả khoa học đầu tiên năm 2003.